# آنورا (فیلم)
آنورا (انگلیسی: Anora) یک فیلم کمدی درام به نویسندگی، تدوین‌گری و کارگردانی شان بیکر محصول سال ۲۰۲۴ ایالات متحده آمریکا است. داستان این فیلم به ازدواج یک کارگر جنسی به‌نام آنورا (مایکی مدیسون) با پسر الیگارش روس (مارک آیدلشتاین) در شرایط بسیار سختی می‌پردازد. یورا بوریسوف، کارن کاراگولیان، واچه توماسیان و الکسی سربریاکوف در نقش‌های مکمل حضور دارند.
آنورا نخستین بار در ۲۱ مه ۲۰۲۴ در هفتاد و هفتمین جشنواره فیلم کن به نمایش درآمد و توانست نخل طلا این جشنواره را به‌دست‌آورد؛ آنورا از سال ۲۰۱۱ اولین فیلم آمریکایی پس از درخت زندگی است که موفق به کسب این جایزه شد. این فیلم در ۱۸ اکتبر به‌وسیلهٔ نئون اکران شد. این فیلم با بودجهٔ ۶ میلیون دلاری ساخته شد و ۶۰ میلیون دلار در سرتاسر جهان فروش داشت و پرفروش‌ترین فیلم بیکر شد.
آنورا افتخارات متعددی دریافت کرد؛ در نود و هفتمین دوره جوایز اسکار، این فیلم پنج جایزه را کسب کرد: بهترین فیلم، جایزه اسکار بهترین بازیگر زن برای مدیسون، بهترین فیلم‌نامه غیراقتباسی، بهترین تدوین و بهترین کارگردانی. این فیلم در هشتاد و دومین مراسم گلدن گلوب هم نامزد پنج جایزه از جمله بهترین فیلم – موزیکال یا کمدی شد. همچنین آنورا از سوی هیئت ملی بازبینی و انستیتوی فیلم آمریکا یکی از ۱۰ فیلم برتر سال ۲۰۲۴ معرفی شد.

## داستان
آنی زن تن‌فروش جوانی ازبکی-آمریکایی‌تبار از ساحل برایتون، یک منطقه روسوفونی (روسی‌زبان) در شهر نیویورک است. رئیس او که تا حدودی به زبان روسی مسلط است، او را با مشتریان روسی‌زبان آشنا می‌کند. او پس از ملاقات با وانیا، پسر یک الیگارشی روسی، درگیر عشقی شده که منجر به فرار آنها می‌شود. ازدواج افسانه‌ای آن‌ها با مخالفت مادر نیمه وحشی پسر مواجه می‌شود. این مرد زمانی که آنها به نیویورک سفر می‌کنند تا ازدواج بین این دو را برهم زنند، به‌خطر می‌افتد.

## بازیگران
- مایکی مدیسون در نقش آنورا/ آنی[۸]
- مارک آیدلشتاین به عنوان ایوان «وانیا» زاخاروف
- یورا بوریسوف در نقش ایگور
- کارن کاراگولیان در نقش توروس
- واچه توماسیان در نقش گارنیک
- داریا اکاماسووا در نقش گالینا زاخارووا
- آیوی وولک در نقش کریستال
- لونا سوفیا میراندا در نقش لولو
- آلنا گورویچ در نقش کلارا
- الا روبین در نقش وِرا، خواهر و هم‌اتاقی آنی

## تولید
شان بیکر پس از دیدن مایکی مدیسون در فیلم‌های روزی روزگاری در هالیوود (۲۰۱۹) و جیغ (۲۰۲۲) او را برای این فیلم انتخاب کرد. او مدیسون را بدون گرفتن تست بازیگری انتخاب کرد. مدیسون برای این نقش زبان روسی را آموخت، از استریپ کلاب‌ها بازدید کرد و برای آماده‌سازی لهجه بروکلینی را مطالعه کرد. اگرچه برخی از رسانه‌ها به اشتباه گزارش دادند که شخصیت آنورا میخیوا، ازبک-آمریکایی است، بیکر گفت که آنورا تبار روس دارد و اهل یکی از کشورهای پساشوروی است.
تصویربرداری اصلی در ابتدای سال ۲۰۲۳ در بروکلین، نیویورک انجام شد.

## انتشار
حق توزیع این فیلم در سراسر جهان را FilmNation Entertainment در اکتبر ۲۰۲۳ به دست آورد.
آنورا برای اولین بار در جشنواره فیلم کن در ۲۱ می ۲۰۲۴، نمایش داده شد و در ۲۵ می برنده نخل طلای جشنواره شد. عوامل فیلم در پایان نمایش خود با تشویق ۱۰ دقیقه ای مواجه شدند. این پنجمین برنده متوالی نخل طلایی است که توسط نئون در ایالات متحده آمریکا توزیع می‌شود. برندگان قبلی عبارتند از: انگل، که برنده جایزه اسکار بهترین فیلم، تیتان، مثلث غم، نامزد جایزه اسکار بهترین فیلم و آناتومی یک سقوط و همچنین نامزد جایزه اسکار بهترین فیلم شد. آنورا از سال ۲۰۱۱ اولین فیلم آمریکایی پس از درخت زندگی است که موفق به کسب این جایزه شد.

## بازخورد

### گیشه
در ایالات متحده، این فیلم در افتتاحیه آخر هفته خود از شش سالن ۵۵۰٫۵۰۳ دلار فروش داشت. این فیلم با گسترش به ۳۴ سینما در آخر هفته دوم خود ۹۰۸٫۸۳۰ دلار فروخت و در جایگاه هشتم جدول قرار گرفت. این فیلم در ادامه گسترش اکران خود، ۱٫۸ میلیون دلار از ۲۵۳ سینما و ۲٫۵ میلیون دلار از ۱٫۱۰۴ سینما در سومین و چهارمین آخر هفته اکران خود به دست‌آورد.

### واکنش نقادانه
در وبگاه جمع‌آوری نقد راتن تومیتوز، ٪۹۳ از ۳۳۲ بررسی منتقدان مثبت است، و میانگینِ امتیاز آن ۸٫۵/۱۰ است. اجماع این وبگاه چنین می‌نویسد: «آنورا، یکی دیگر از وقایع شگفت‌آور سخت‌کوشان آمریکا به‌وسیلهٔ نویسنده-کارگردان شان بیکر که اجرای بی‌شرمانهٔ مایکی مدیسون مقداری شور و حرارت اضافی به آن داده است، یک درام عاشقانهٔ پیشتاز است.» این فیلم در متاکریتیک که از میانگین وزنی استفاده می‌کند، بر اساس نظر ۶۲ منتقدین امتیاز ۹۱ از ۱۰۰ را کسب کرده که نشان‌گر «تحسین همگانی» است. این فیلم در آلوسینه، بر اساس ۴۵ نقد، میانگین امتیاز ۴٫۲ از ۵ را از سوی منتقدان فرانسوی دریافت کرد.

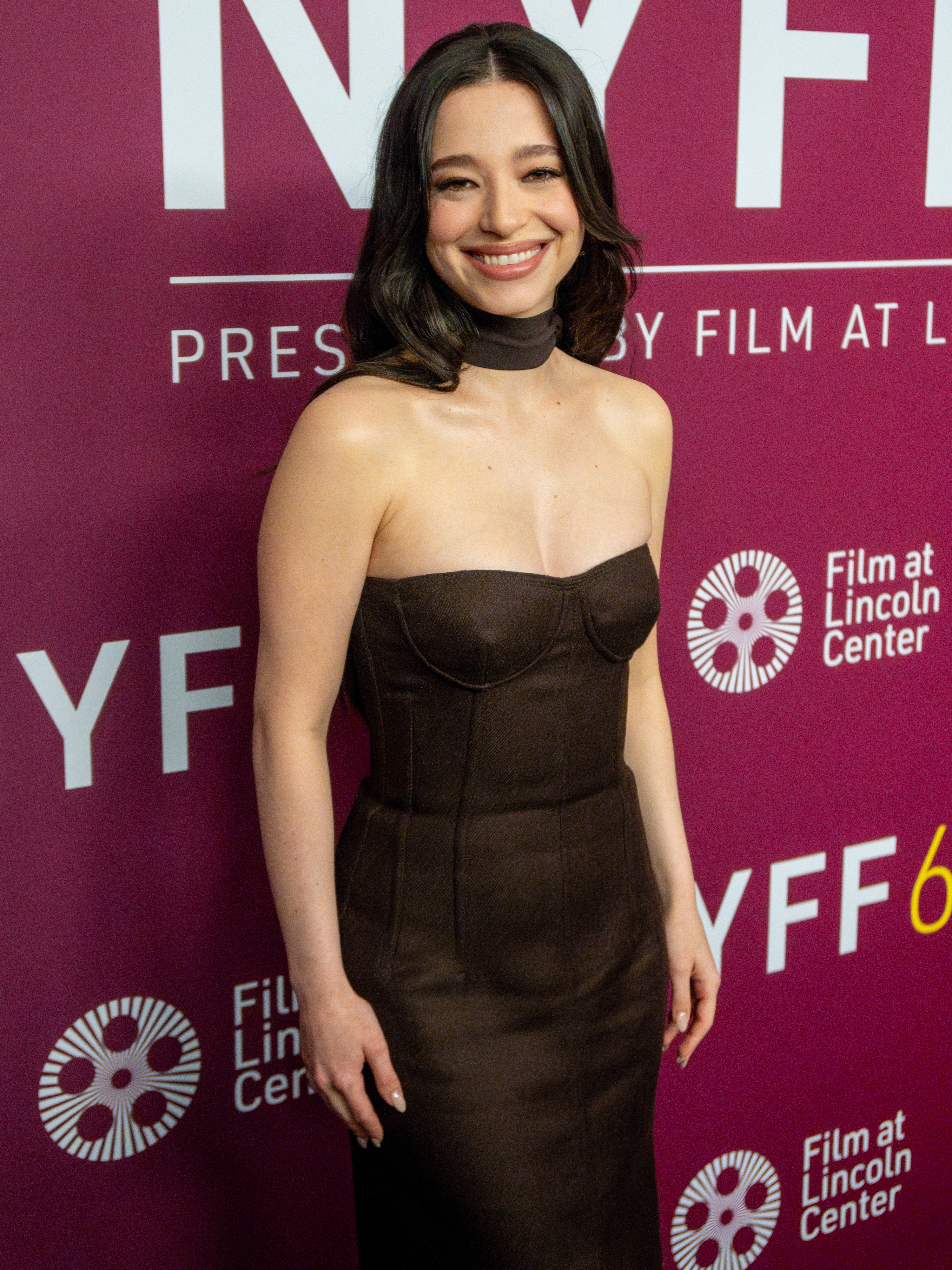
اجرای مایکی مدیسون تحسین شد.

سایت اند ساوند این فیلم را دومین فیلم برتر سال ۲۰۲۴ نامید، و فیلم کامنت آن را یکی از ده فیلم برتر بهترین سال معرفی کرد. در سال ۲۰۲۵، وبگاه کالیدر این فیلم را در جایگاه ۳۶ فهرست «۴۰ فیلم برتر دههٔ ۲۰۲۰» قرار داد. آنورا از سوی بسیاری از فیلم‌سازان و بازیگران تحسین شد.

### جوایز
| جایزه           | تاریخ برگزاری مراسم | دسته‌بندی  | گیرنده (های) | نتیجه | منبع   |
| --------------- | ------------------- | --------- | ------------ | ----- | ------ |
| جشنواره فیلم کن | ۲۵ می ۲۰۲۴          | نخل طلایی | شان بیکر     | برنده | [ ۳۷ ] |